# Checking Out
Checking Outは、2005年公開のアメリカ映画。ホームドラマ、コメディ。主演はピーター・フォーク。日本では未公開。

## 評価
本作品は、そのリリース上の平均評価を一般に受けた。7件の専門家調査がなされ、「腐敗している」シールと43%の支持率を獲得した。5人の著名な選ばれた批評家の40%は、映画に肯定的な調査を提示した。同様に、Metacriticは、映画に44%の標準化されたスコアを割り当てた。

## キャスト
- ピーター・フォーク